# Wybrand Schuitemaker
Wijbrandus Jakobus (Wybrand) Schuitemaker (Zutphen, 7 april 1918 – Hoog Soeren, 13 juni 1993) was een Nederlands politicus. Namens de Partij van de Arbeid kwam hij in 1965 in de Tweede Kamer der Staten-Generaal. In 1970 vormde hij samen met fractiegenoot Frans Goedhart de fractie Groep Goedhart, die zich had afgesplitst van de PvdA, en behoorde hij tot de oprichters van de nieuwe politieke partij DS'70.

## Loopbaan
Wybrand Schuitemaker was een zoon van Dirk Schuitemaker; hoofdcommissaris van de politie in Utrecht. Zelf koos hij aanvankelijk voor de journalistiek. Van 1936 tot 1940 was hij redacteur-verslaggever bij het Utrechts Dagblad en van 1945 tot 1950 werkte Schuitemaker voor het tijdschrift De Kwekerij. Vervolgens trad Schuitemaker in dienst van het ministerie van Landbouw, Visserij en Voedselvoorziening, waar hij de hoofdafdeling Wild- en Vogelschade en Jacht leidde. In de jaren 60 werkte hij als particulier adviseur.
Op 16 juni 1965 kwam Schuitemaker tussentijds in de Tweede Kamer. Hij hield zich in het parlement vooral bezig met vooral bezig met landbouw en visserij en natuurbehoud. Bij de Tweede Kamerverkiezingen 1967 stond hij op een te lage plaats op de kandidatenlijst om herkozen te worden, maar op 26 februari 1970 kwam Schuitemaker alsnog terug in de Kamer als tussentijdse opvolger van een partijgenoot. Hij zou slechts enkele maanden deel uitmaken van de fractie van de PvdA. Op 14 mei 1970 splitsten hij en fractiegenoot Frans Goedhart zich af van de PvdA, uit onvrede met een te radicale koers van de sociaaldemocraten, die was ingezet onder invloed van Nieuw Links. Op 28 juli 1970 sloot het nieuwbakken Kamerlid Fia van Veenendaal-van Meggelen (eveneens ex-PvdA) zich direct na haar installatie bij het tweetal aan. De drie speelden een rol bij de vorming van de nieuwe politieke partij DS'70. Schuitemaker werd bij de Tweede Kamerverkiezingen 1971 gekozen namens deze nieuwe partij. Een jaar later, op 1 september 1972, trad hij wegens gezondheidsredenen uit de Tweede Kamer.
Wybrand Schuitemaker overleed op 75-jarige leeftijd in 1993.

## Trivia
- Zijn broer Dirk Schuitemaker zat van 1959 tot 1963 voor de VVD in de Tweede Kamer.

- Biografisch Portaal: 87780747
- Parlement.com: vg09lldt2wzo